# スーパーモナコGP
『スーパーモナコGP』は、1989年にセガから稼働されたアーケード用のF1をモチーフにしたレースゲーム。
1990年にはメガドライブ、ゲームギアに移植された。日本国外ではAmiga、Atari ST、コモドール64、セガ・マスターシステム、メガCD、ZX Spectrum向けにもリリースされた。セガ・マスターシステム及びメガCDはセガから、それ以外はU.S. Goldから発売された。
題名の通り実在のモナコグランプリが題材になっている。ただし、元のモンテカルロ市街地コースとはほとんど別物のオリジナルコースであり、鈴鹿サーキットの中間部分を省略してつなぎ合わせたようなレイアウトになっている。
ゲーム誌『ゲーメスト』の企画「第3回ゲーメスト大賞」（1989年度）において編集部特別賞、ベストアクション賞10位、ベストグラフィック賞9位を獲得した。メガドライブ版はゲーム誌『ファミコン通信』の「クロスレビュー」にてゴールド殿堂入りを獲得した。

## 概要
「X-BOARD」のスプライト拡大縮小機能を使用し、高速に流れる街並み、ウォール、コースのアップダウンを疑似3Dで表現。バケットシート部分が可動であるエアドライブ(DX)筐体へ26インチモニタを40インチ画面相当の迫力ある臨場感を出すため画面前にフレネルレンズを採用。操作系には反力ステアリングシステムによるフォースフィードバックとパドルシフトを採用。エアドライブ筐体、コックピット筐体出荷バージョンには通信機能は搭載されていないが、後年登場する通信対戦型である2シート分割筐体であるTWIN(当時名:デュアル)筐体にも『バーチャレーシング』（1992年）への繋ぎとしてこのステアリングシステムが採用されている。また、エアドライブ筐体にはバケットシートにアクション性を持たせる為、加減速、コーナリング時にG表現として動いている方向とは瞬時に逆に傾く機構となっており、こちらが故障する事がよくあったが、筐体の入口である境界にはセンサーがあり、このシステムの動作を物等を置いて遮蔽してキャンセルする事が出来た。その為、故障や常連の意見などで店舗によってはこの機構をDIPスイッチによる筐体タイプ設定（DX→コックピット/アップライト）でカットする事により縮退運用としていたロケーションもあったが、それに気づかずセンサー故障のまま稼働していたロケーションもあった。
デモ画面でのコンチネンタルサーカス色溢れる実写取り込みの映像、プレイ中のタイヤのスキール音、エンジンサウンド、シフトダウン音、インカム音を4チャンネルシステムにより臨場感溢れるリアリティさを表現している。
基本ゲームシステムとしては7速、4速、ATよりそれぞれエンジン出力の違うマシンによるシフトタイプによるゲーム難度(セレクト画面上、下方にProfessional⇔Beginner表記)を選出。ゼロスタートによる予選でグリッドが決まり、決勝とウェットレースではアザーカーコース進度によるポジションリミット制となるところは史実のレースシステムのセオリーを汲み取った作り。また、走行中、得点指標となる「D.P.」が走行距離によって加算されていく。3500点以上でゲームを終えるとスーパーライセンス取得画面が表示される。
尚、マシンカラーリングは後期バージョンでデモ画面上こそモノクロ演出となったが、ゲーム中ではアザーカーに至るまで史実のF1チームカラーを模したカラーリングとなっている。TWIN筐体に至ってはほぼ同時期にリリースされているラッドラリーデュアルに併せコンバージョンタイトルにF1エキゾーストノート、F1スーパーラップ等が存在する。このTWIN筐体は3D対戦タイトル(ハーレーダビッドソン等)が出揃う以前の『アウトランナーズ』（1992年）、『クールライダーズ』（1994年）の代までビルボードの変更とシート色の変更を受け続け転用されていった。

## ゲーム内容

### システム
ゲームシステムは、次のとおり。
- コインを投入し、ゲームスタート。CLASS B（オートマチック）、CLASS A（4速MT）、SUPER A CLASS（7速MT）の中からマシンを選択する。これにより馬力、最高速等の性能差分でゲームバランスを保っている。
- 予選レースではショートコースをゼロスタートから1周走行した完走タイムにより順位が決まる。走行中、タイム進度によりその時点で決まっているグリッド順位が1位からカウントされ、その間に割り入れず、制限時間内に完走しなければゲーム設定により16位（最下位）スタートかゲームオーバーとなる。
- 決勝レースはポジションリミット制。チェックポイントを通過するごとに順位の制限が引き上げられ、その順位を下回った瞬間にリタイアになりゲームオーバーになってしまう（制限順位ぎりぎりの状態でチェックポイントを通過しても制限順位はそのままだが、その状態で順位を上げるとその時点で制限順位が引き上げられる）。レース中にクラッシュした場合は、その場でゲームオーバーとなる。
- 3位以内完走で、ウェットレースにコマを進められる。このレースも完走するとオールクリアとなる。
- ゲーム終了時、D.P.（ドライバーズポイント）がランキング9位以内となればネームエントリーが出来る。

### その他
- ウェットレースではコーナリングで若干マシンが滑りやすくなる。
- デモ画面で水着姿のキャンギャルの画像はアメリカの男性向け写真誌「PLAYBOY」のピンナップからのスキャンで、ゲーム専門誌でも指摘されていた。
- 登場するチーム名は「MADONNA」（マクラーレン）、「FIRENZE」（フェラーリ）、「MINARAE」（ミナルディ）など、当時活躍していた実際のチーム名をもじって付けられている。
- アーケード版の筐体はエアードライブ筐体、アップライト筐体の2種類で回っていたが、1990年代初頭ごろに実寸大のフォーミュラカーを模した可動式筐体がリリースされていたが、筐体自体の価格がエアードライブ筐体とアップライト筐体よりも高額であるため、出回る確率は少なかった。
- プレーヤーの技量が向上すると、下位Dランクチームのマシンでトップチームに挑んでも勝つことができる。
- デモ画面で「INSERT COINS」と表示されるアーケード版前期バージョンのタイトル画面にはマルボロロゴのマシンと看板がほとんど無修正状態で表示されていたが、フィリップモリスに商標侵害訴訟を起こされる。
- デモ画面で「INSERT A COIN」と表示される後期バージョンでは前述の事件でマルボロロゴは完全削除されタイトル画面のマシンも白一色に、その背景の看板も不自然に削除された。それ以外にもゲーム画面中に出てくるほかの実在企業（ピレリ、Mobil1、アジップ）も画像処理や差し替え（Mobil1とマルボロの横断幕は全て前期バージョンでは少数設置されていたフリッキーの横断幕に差し替え）、もじった看板にする等の看板変更が施された。ただし実在企業をもじった看板は前期バージョンから存在しており、それは後期バージョンでも未処理であった。
- アーケード版ではコース脇に建つ建物やパドック、看板などが細かく表現され、華やかな町並みを作っている。また敵車もそれぞれカラーリング分けされているが、メガドライブ版ではハードウェア上の限界から、それらの町並みは再現できず、カラーリングもライバルカーのみ分けられている。

## 移植版

### 一覧
| No. | タイトル         | 発売日                              | 対応機種                                            | 開発元         | 発売元    | メディア                          | 型式        | 売上本数 | 備考                           |
| --- | ---------------- | ----------------------------------- | --------------------------------------------------- | -------------- | --------- | --------------------------------- | ----------- | -------- | ------------------------------ |
| 1   | スーパーモナコGP | 1990年8月9日 1990年9月 1991年1月4日 | メガドライブ                                        | セガ           | セガ      | 4メガビットロムカセット           | G-4026 1107 | -        |                                |
| 2   | Super Monaco GP  | 1990年                              | Mega-Tech                                           | セガ           | セガ      |                                   |             |          | メガドライブ版のアーケード移植 |
| 3   | Super Monaco GP  | 1990年                              | セガ・マスターシステム                              | セガ           | セガ      | 2メガビットロムカセット           | 7043        | -        |                                |
| 4   | スーパーモナコGP | 1990年10月6日 1991年4月26日         | ゲームギア                                          | セガ           | セガ      | 1メガビットロムカセット           | G-3201 2304 | -        | 対戦ケーブル対応               |
| 5   | Super Monaco GP  | 1991年4月                           | Amiga Atari ST Amstrad CPC コモドール64 ZX Spectrum | Probe Software | U.S. Gold | フロッピーディスク カセットテープ | -           | -        |                                |

### メガドライブ版
メガドライブ版ではアーケードからの移植内容となる「SUPER MONACO GP」モードと、オリジナル要素となる「WORLD CHAMPIONSHIP」モード、「FREE PRACTICE」モードが追加されている。
「WORLD CHAMPIONSHIP」モードでは世界各国全16戦を戦い、ワールドチャンピオンを目指すという内容となっている。当時のF1をモチーフにしており、実在のチーム名、ドライバー名は使われていないが、当時のチームやドライバーを髣髴とさせるネーミングが付けられており、1レース後に見ることができるパスワードを使えば、そのレース後の状況から続けることができる。
ドライバー1名のチームが全16チームで構成され、強豪チームから順に4チーム毎にA,B,C,Dにランク分けされている。プレイヤーはCランク4番目の「MINARAE」のドライバーとしてレースに参戦し、世界各地で年間16戦を戦っていく。特に後記にあるライバルチームに移籍することができるという内容は、当時のレーシングゲームの中では画期的な内容である。ちなみに年間優勝を決めると次年度はトップチーム「MADONNA」のドライバーとなる。
年間優勝した翌年にはドライバー「CEARA」が登場する。開幕戦から2戦はこのドライバーには絶対勝利できないように設定(開幕戦では4速MTを選択するとCEARAに勝利する事は可能)されており、開幕戦から2連敗してチームを追われ、再び下位チームに落とされることになる。この状態から這い上がり、ポイントを重ね、年間優勝を決めるとエンディングとなる。

#### 特徴
- ゲーム開始時にトランスミッションはATかセミATかを選択できるが、ATではマシンの戦闘力が著しく低下する。
- 他車や構築物などに接触し一定のダメージを受けると、最高速度が極端に低下する。このとき「WORLD CHAMPIONSHIP」モードではピットインの指示が出るので、ピットインしてダメージを回復できる。ピットインの指示に従わず、走り続けてもかまわない。
- ゴール地点で旗を振っているコースマーシャルを撥ねると、ポイントがリセットされ、さらにその後のポイントも0になってしまう。

どのゲームモードでもクラッシュなど非常に大きな接触ダメージを受けると、マシンが破損しその場でリタイヤとなる。

#### 移籍
他のチームのドライバーに挑戦してそのドライバーに2回続けて勝利すると、そのチームから移籍のオファーが寄せられる（ただし2年目にMADONNAに移籍することは不可能）。拒否することもできるが、プレイヤーより上位のチームのドライバーに勝利した場合、上位のチームのマシンのほうが戦闘力が高いので移籍するのが普通である。もちろん下位チームにワザと勝負を挑んで移籍することも可能。また、下位チームのドライバーが挑戦してくる場合があり、2回続けて負けると現チームから追い出され下位チームに移籍させられてしまい、プレイヤーの貰い手の無い場合にはゲームオーバーとなってしまう。追い出されたチームにはレースに優勝するまで移籍はできない。1年目にMADONNAに移籍した場合は、前にMADONNAに在籍していたドライバーから挑戦されるが、そのドライバーのポイントラインキングが他のドライバーに抜かれると、抜いたドライバーが挑戦してくることになる。
なお、上位のチームに行くほどマシンの戦闘力が高くなり、以下の点でレース運びが有利となる。
- マシンの最高速度が上がる。
- 他車や構築物などと接触したときに受けるダメージが少なくなる（各パーツの耐久力が高くなるため）。
- チームスタッフが増えピットストップの際のタイムロスが少なくなる。またキャンギャルの数も増える。

## スタッフ
メガドライブ版
- ディレクター：Will Cane
- デザイナー：Kaki
- サウンド・エフェクト：Nao（幡谷尚史）
- ミュージック・コンポーザー：Bo（上保徳彦）
- プログラマー：Ham Tak（はまのたかひろ）、M. Waka（若山雅弘）
- イングリッシュ・エディター：Saki Nya（荷宮尚樹）
- アシスタント・ディレクター：S2（佐伯広人）
- テスト・ドライバー：Kyamura（中村篤彦）
- スペシャル・サンクス：BROS400
- プロデューサー：Ham Tak

## 評価
アーケード版
ゲーム誌『ゲーメスト』の企画「第3回ゲーメスト大賞」（1989年度）において編集部特別賞を獲得、その他に読者投票によりベストアクション賞で10位、ベストグラフィック賞で9位、年間ヒットゲームで6位を獲得した。
また、続く第4回ゲーメスト大賞（1990年度）にて年間ヒットゲーム4位、第5回ゲーメスト大賞（1991年度）にて年間ヒットゲーム10位を獲得するなどロングヒットの作品となった。
メガドライブ版
ゲーム誌『ファミコン通信』の「クロスレビュー」では9・9・8・8の合計34点（満40点）でゴールド殿堂入りを獲得、レビュアーの意見としては「アーケード版と比較すると省略した部分は多いけれど、完成度は高い」、「本格的な仕上がりで、久々に熱中度は高い」、「16種類のコースも見事再現されていて、感心してしまいました」、「アーケード版ほどの迫力はないしセミオートマでもないけど、メガドライブ版はメガドライブ版なりにおもしろい」など、アーケード版よりスケールダウンした部分への指摘はあったものの、概ね肯定的な評価が下されている。
ゲーム誌『メガドライブFAN』の読者投票による「ゲーム通信簿」での評価は以下の通りとなっており、21.74点（満30点）となっている。また、同雑誌1991年7月号特別付録の「MEGADRIVE ALL CATALOG」では、「このゲームは設定が細かく、トランスミッションの選択まで可能。ドライバーの視点で画面が構成されているため、非常に臨場感があり、実際にコースにいるような感覚を味わえる」と設定や演出面に関して肯定的なコメントで紹介されている。しかし、同雑誌1993年7月号特別付録の「メガドライブ&ゲームギア オールカタログ'93」では、「操作自体はかなり単純だが、操作性はなかなかシビアだ。オーバースピードでコーナーに突っ込んだりすると、コースアウトしてクラッシュする」と操作性に関して否定的なコメントで紹介されている。
| 項目 | キャラクタ | 音楽 | お買得度 | 操作性 | 熱中度 | オリジナリティ | 総合  |
| 得点 | 3.38       | 3.54 | 3.77     | 3.50   | 3.97   | 3.58           | 21.74 |

ゲームギア版
ゲーム誌『ファミコン通信』の「クロスレビュー」では合計26点（満40点）となっている。

## 続編・関連作品
コンシューマでは1992年にアイルトン・セナとタイアップした『アイルトン・セナ スーパーモナコGP II』が発売されている他、1994年に1993年のF1シーズンを題材にした『ヘブンリーシンフォニー』が発売されている。
また、アーケード版でのパドルシフトハンドルが流用されたタイトルとしてバーチャレーシング以外に以下2作品があり、バックミラービュー等のフューチャーもこちらに転用されている。
- F1エキゾーストノート(1991年11月)

アーケード作品。ギャラクシーフォースで使われたY-BOARDからアップデート版のシステム32ボードによるものでAM2研製作。リアビュー等の画面構成としてスーパーモナコGPやラッドモービルを踏襲した作りで、筐体へのアクティブスピーカの搭載により、エンジン音や対戦待ちBGMなど迫力感が増した作りとなって居る。シングルプレイ筐体は存在せず、いずれもTWIN筐体専用タイトル。本作ではマシン類は名称非設定でミッション違いをATもしくは7速MTからチョイスし、インテルラゴス・サーキットに近い作りのオリジナルコースで競う内容となっていた。
- F1スーパーラップ(1993年8月)

システム32ボードによるAM2研制作タイトル。上記、F1エキゾーストノートのバージョンアップ版となる。FOCAとフジテレビ公認となり1992年のF1世界選手権に出走したマシン(12種)が実名称。なお、タバコメーカーロゴはチームロゴに置き換えられている。コースは前作と同じ作りであるオリジナルコースに「SEGA EUROPE CIRCUIT」と名前が付く。デモ画面に操作系に視点切り替えボタンとオーバーテイク(押した分の時間残量制)ボタンが加わり、戦略性の高い出来となっている。また、通信筐体の場合、プレーヤーの筐体チョイス次第、設置店の設置台数によって選べるチームが分離、限定される。1台稼働につき3チーム割り当てで、基板コンフィグのID設定により選出枠をチョイス可。設定ID:1ではロータス、ウイリアムズ、ミナルディとなる。12チーム全てチョイスできるようにするには最低2台のツイン筐体による基板4枚間通信が必要。また、バーチャレーシング稼働時にリリースされたこともあり、ライブモニタに対応している。